# Wake Up (álbum de BTS)
Wake Up é o primeiro álbum de estúdio japonês (segundo no geral) do boy group sul-coreano BTS, lançado no Japão em 24 de dezembro de 2014 pela Pony Canyon. O álbum de 13 faixas inclui versões em japonês dos singles coreanos do grupo: "No More Dream", "Boy in Luv" e "Danger"—todos lançados nos meses anteriores como singles físicos no Japão—e duas faixas japonesas originais: "The Stars" e "Wake Up". Na época, o álbum tornou-se o álbum mais vendido e com maior desempenho do grupo no Japão, estreando no terceira lugar da Oricon Albums Chart, com mais de 28.000 cópias vendidas.

## Edições
- Edição Limitada Tipo A (PCCA-4137): Essa edição limitada contém, junto com a lista de faixas padrão do álbum, um videoclipe da primeira reunião oficial de fãs do BTS no Japão no Tokyo Dome City Hall, e um bilhete de loteria de uma campanha.
- Edição Limitada Tipo B (PCCA-4138): Essa edição limitada contém, junto com a lista de faixas padrão do álbum, um DVD com seus videoclipes japoneses, e um bilhete de loteria de uma campanha.
- Edição Regular (PCCA-4139): A edição regular inclui apenas um CD e um cartão de foto aleatório.

## Lançamentos e promoções
Três músicas do álbum foram lançadas como singles:
O primeiro single, uma versão em japonês da canção "No More Dream", foi lançado em 4 de junho de 2014. Ele chegou a 8ª posição no chart semanal da Oricon, vendendo mais de 34.000 cópias. Tipo A, Tipo B, e uma edição regular do single foi lançada e também incluiu uma versão japonesa do single "Attack On Bangtan" (進撃の防弾), enquanto na edição regular incluiu uma versão japonesa da canção "I Like It" (いいね!, Iine!).
O segundo single, uma versão em japonês da música "Boy in Luv", foi lançado em 16 de julho de 2014. Ele alcançou a 4ª posição no chart semanal da Oricon. Ele vendeu mais de 44.000 cópias. Tipo A, Tipo B, e uma edição regular do single foi lançada e também incluiu uma versão japonesa do single "N.O", e na edição regular foi incluído uma versão japonesa da canção "Just One Day".
O terceiro e último single, uma versão em japonês da canção "Danger", foi lançado em 19 de novembro de 2014. Ele alcançou a 5ª posição no chart semanal da Oricon, vendendo 49,124 cópias em sua primeira semana. Tipo A, Tipo B, e uma edição regular do single foi lançada e também incluiu uma versão remix japonesa de "Attack On Bangtan", enquanto na edição regular foi incluído uma versão japonesa de "Miss Right".
Para a promoção de seu primeiro álbum de estúdio japonês, BTS fez sua primeira turnê japonesa chamada: "防弾少年団1st JAPAN TOUR 2015 「WAKE UP: OPEN YOUR EYES」". Eles passaram por Tóquio, Osaka, Nagoya e Fukuoka de 10 a 19 de fevereiro de 2015, atraindo mais de 25.000 espectadores.

## Lista de músicas
Os créditos foram adaptados do site da Genuis e das notas do álbum físico.

### Original
| Tipo A, Tipo B e CD Normal |                                                                                              |                        |         |  |
| N.º                        | Título                                                                                       | Produtor               | Duração |  |
| 1.                         | "Intro"                                                                                      | Shingo Suzuki          | 1:15    |  |
| 2.                         | "The Stars"                                                                                  | KM-MARKIT              | 4:16    |  |
| 3.                         | "Jump" (Japanese Ver.)                                                                       | SUGA Pdogg Supreme Boi | 3:56    |  |
| 4.                         | "Danger" (Japanese Ver.)                                                                     | Pdogg                  | 4:05    |  |
| 5.                         | "Boy In Luv" (Japanese Ver.)                                                                 | Pdogg                  | 3:50    |  |
| 6.                         | "Just One Day" (Japanese Ver. Extended)                                                      | Pdogg                  | 5:34    |  |
| 7.                         | "いいね!" (Ī ne! / I Like It!)                                                               | Slow Rabbit            | 3:51    |  |
| 8.                         | "いいね！Pt.2～あの場所で～" (Ī ne! Pt. 2 ~ Ano basho de ~ / I Like It Pt.2 ~In That Place~) | Slow Rabbit Pdogg      | 3:55    |  |
| 9.                         | "No More Dream" (Japanese Ver.)                                                              | Pdogg                  | 3:42    |  |
| 10.                        | "進撃の防弾" (Shingeki no bōdan / Attack on Bangtan)                                         | Pdogg                  | 4:07    |  |
| 11.                        | "N.O" (Japanese Ver.)                                                                        | Pdogg                  | 3:30    |  |
| 12.                        | "Wake Up"                                                                                    | Swing-O                | 5:52    |  |
| 13.                        | "Outro"                                                                                      | Shingo Suzuki          | 1:36    |  |
| Duração total:             | Duração total:                                                                               | Duração total:         | 51:44   |  |

### Edição Limitada Tipo A
| Wake Up DVD | |         |  |
| N.º         | Título | Duração |  |
| 1.          | "Japan Official Fan Meeting Vol.1 at Tokyo Dome City Hall" (2014年5月に行われた日本ファンミーティング時の映像数曲収録予定) |         |  |

### Edição Limitada Tipo B
| Wake Up DVD |                                    |         |  |
| N.º         | Título                             | Duração |  |
| 1.          | "No More Dream MV"                 | 4:50    |  |
| 2.          | "Boy In Luv MV"                    | 4:42    |  |
| 3.          | "Danger MV"                        | 4:46    |  |
| 4.          | "Danger (Dance Edit)" (Bonus Clip) | 4:13    |  |

## Charts
Wake Up estreou na 2ª posição do chart Daily Album charts da Oricon e em 3º lugar no Oricon Weekly Charts. Pelo menos 28.000 cópias foram vendidas.
| Chart                           | Posição |
| ------------------------------- | ------- |
| Japan Oricon Daily Album Chart  | 2       |
| Japan Oricon Weekly Album Chart | 3       |

## Histórico de lançamentos
| País          | Data                    | Formato              | Gravadora          |
| ------------- | ----------------------- | -------------------- | ------------------ |
| Japão         | 24 de dezembro de 2014  | CD, Download digital | Pony Canyon        |
| Coreia do Sul | 26 de fevereiro de 2015 | Download digital     | LOEN Entertainment |